# سادي بلانت
سادي بلانت (بالإنجليزية: Sadie Plant) كاتبة وفيلسوفة بريطانية، وُلدت في برمنغهام عام 1964. تخرجت في جامعة مانشستر بعد أن درست الفلسفة لتعطي محاضرات بجامعة برمنجهام في قسم الدراسات الثقافية. وبعد ذلك، قررت الالتحاق بمركز بحوث الثقافة السبرانية بجامعة ورك. ذاع صيتها بعد أن استخدمت مصطلح النسوية الإلكترونية، التي تدرس مجموعة من النظريات والممارسات المتعلقة بالتفاعلات بين النسوية والفضاء الإلكتروني، لأول مرة عام 1992. وقد أشارت بلانت إلي المصطلح بالعلاقة بين المرأة والتكنولوجيا والتي وصفتها بالحميمية.